# How Richard Harris Became Known as Deadwood Dick
How Richard Harris Became Known as Deadwood Dick è un cortometraggio muto del 1915 diretto da L.C. MacBean e Fred Paul.
Primo film della serie di western in due rulli The Adventures of Deadwood Dick.

## Produzione
Il film fu prodotto dalla G.B. Samuelson Productions.

## Distribuzione
Distribuito dalla Ideal, il film - un cortometraggio in due bobine - uscì nelle sale cinematografiche britanniche nel l'ottobre 1915.